# Ratllador

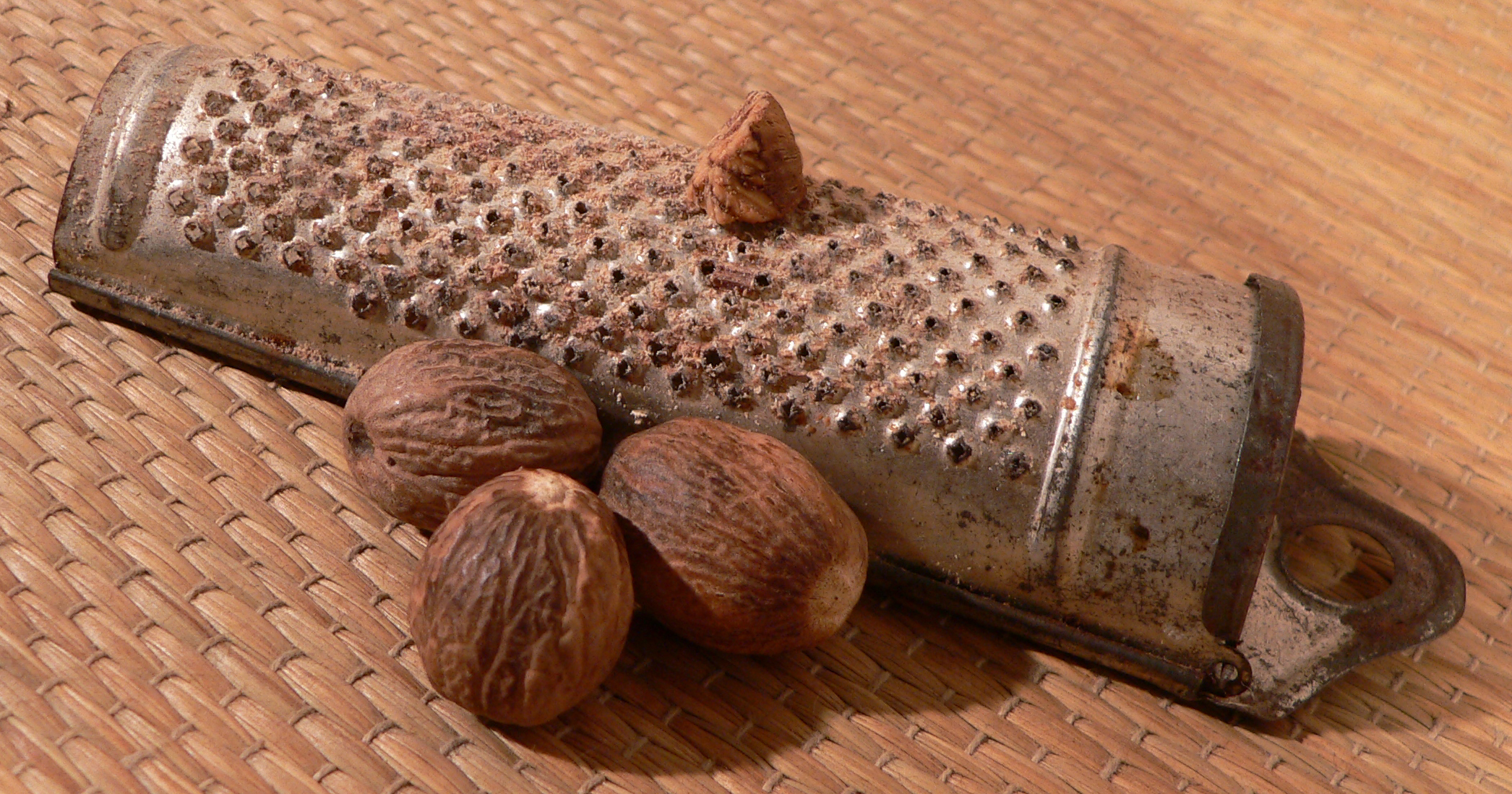
Ratllador per a nou moscada

Un ratllador, una ratlladora, una rasora (o raora), una raedora o un rall és una eina de cuina utilitzada per a obtenir bocins extremadament petits (ratllar) d'aliments sòlids. Sol ser una peça fina d'acer, si bé a la cuina més antiga n'hi ha de fets amb ceràmica o fusta, o a la més moderna en plàstic, amb una superfície coberta de perforacions consistents, cadascuna, en un sortint, que grata el producte, i un forat, format per l'elevació de la part de material corresponent elevada però que a més pot servir per a separar el ratlladís o ratlladura (l'aliment ratllat, que cau pels forats) de la resta (que roman a la superfície).
Els aliments que s'hi solen ratllar són tomàquets, cebes, pa, pela d'alguns cítrics, en especial de la llimona, nou moscada, formatge, etc. però aquests depenen de la cultura gastronòmica de cada lloc. En altres països existeixen ratlladors especials per a patates, trufes, etc.
Per a utilitzar-lo, hom posa el ratllador sobre un plat, o un altre objecte que pugui fer la feina de contenidor, i tot seguit hom fa passar diverses vegades l'aliment (que de vegades prèviament s'haurà de rentar, com en el cas de la llimona) sobre la superfície rugosa del ratllador, fent-hi una lleugera pressió.